# Сахарска Република
Сахарска Република, званично Сахарска Арапска Демократска Република (скраћено САДР; арап. الجمهورية العربية الصحراوية الديمقراطية [], шп. República Árabe Saharaui Democrática), је делимично призната држава с владом у изгнанству коју је основао сахаравски побуњенички покрет Полисарио 27. фебруара 1976. године. Ова влада тренутно контролише око 20% тражене територије која одговара бившој шпанској колонији Западној Сахари. Остатком управља Краљевина Мароко под називом Јужне покрајине. Полисарио ове мароканске покрајине сматра окупираним подручјем, док подручје под властитом контролом, које се налази уз границу с Мауританијом, сматра слободном зоном. Мароко ово подручје под управом Полисарија сматра тампон подручјем.

## Назив
Будући да је ова држава непризната од великог броја земаља, није чланица УН-а, те тиме не постоји ни званични српски превод за ову државу. Тако је позната под више назива: Сахарска Арапска Демократска Република, Демократска Арапска Република Сахара, Арапска Демократска Република Сахара и сл. Званични назив којег ова држава користи као чланица Афричке уније је République arabe sahraouie démocratique, где sahraouie означава народ Сахрави који живи на подручју Западне Сахаре.

## Историја
Након одласка шпанских колонијалиста из Шпанске Сахаре, Шпанија, Мароко и Мауританија су потписали Мадридске споразуме који су водили прикључивању територија Мароку и Мауританији. Рат је уследио након што је независност почео да тражи Фронт Полисарио, који је тврдио да представља домородачко сахарско становништво. Самопроглашење Сахарске Арапске Демократске Републике избило се у Бир Лелу 27. фебруара 1976. године. Бир Лелу је Полисарио држао све до прекида ватре 1991. године, а влада у изгнанству га и даље сматра главним градом. Мароко главним градом сматра Ел Ајун. Влада у изгнанству дејствује у избегличким логорима у вилајету Тиндуф у Алжиру.

## Географија

### Положај
Државе са којима се Сахарска Арапска Демократска Република граничи су: Мароко, Алжир и Мауританија. На западу излази на Атлантски океан. Површина државе износи 266.000 km².

## Влада
На челу државе налази се председник који именује премијера. Власт САДР састоји се од већа министара (на челу с премијером), судске власти (судије именује председник) и парламента. Због деловања у егзилу, многе гране власти још увек не функционишу.
Влада САДР делује у избегличким камповима у западном Алжиру. Седиште је камп Рабуни који се налази јужно од града Тиндуфа. Неки званични догађаји одвијају се на простору Западне Сахаре у подручју које контролише САДР, већином у градовима Бир Лелу и Тифарити.

## Међународни односи
Неке државе, већином афричке, признале су Западну Сахару као независну државу, с владом Сахарске Арапске Демократске Републике као једином законитом владом.
Након признавања независности Западне Сахаре, неке државе су повукле своје признање. Одређени део држава замрзнуо је признање у ишчекивању резултата референдума о независности или неких других разлога.
Према неким изворима, САДР има или је имала дипломатске односе с 82 државе света, од којих:
- 45 признају САДР;
- 12 од тих 45 имају амбасаде САДР;
- 13 су замрзнуле односе;
- 22 су прекинуле односе.

Западну Сахару као мароканску територију признаје Арапска лига и око 25 држава.
Сахарска Арапска Демократска Република није чланица УН-а, али је чланица Афричке уније. Због њеног чланства, Мароко је повукао своје чланство из уније те је једина афричка земља која није чланица. САДР такође није чланица ни Арапске лиге нити Уније арапског Магреба.